# Serpocaulon wagneri
Serpocaulon wagneri là một loài thực vật có mạch trong họ Polypodiaceae. Loài này được (Mett.) A.R. Sm. mô tả khoa học đầu tiên năm 2006.